# Nathalie Santer
Nathalie Santer (* 28. März 1972 in Innichen, Südtirol, zwischenzeitlich verheiratete Nathalie Santer-Bjørndalen) ist eine ehemalige italienisch-belgische Biathletin.

## Karriere
Ihre beste Zeit im Biathlon hatte Santer zu Beginn der 1990er-Jahre. In der Saison 1992/93 gelangen ihr in den Einzelrennen von Östersund und Lillehammer zwei zweite Plätze, am Ende der Saison belegte sie im Gesamtweltcup Platz vier. Noch erfolgreicher verlief für Santer die nachfolgende Saison. In dieser Saison gelangen ihr im Einzel und Sprint von Bad Gastein ihre ersten beiden Weltcupsiege, im Einzel hatte sie einen Vorsprung von über zwei Minuten auf die Zweitplatzierte. Hinter der Weißrussin Swetlana Paramygina belegte Santer am Ende der Saison 1993/94 im Biathlon-Weltcup in der Gesamtwertung den zweiten Platz, was die beste Gesamtweltcup-Platzierung ihrer Karriere bedeutete.
In den folgenden Jahren konnte Santer an diese Erfolge jedoch nicht mehr anknüpfen. Ihr gelang zwar in der Saison 1995/96 mit dem sechsten Platz im Gesamtweltcup die dritte Top-10-Platzierung ihrer Karriere, gleichzeitig jedoch auch ihre letzte. Ihren dritten und letzten Weltcupsieg konnte Santer in der Saison 1999/2000 beim Sprint in Ruhpolding feiern, wo sie sich nur hauchdünn vor der Deutschen Katrin Apel durchsetzte.
Ab der Saison 2006/07 nahm sie für den belgischen Biathlonverband am Weltcup teil. Dieser Schritt war nötig, da sie sich nicht mehr für das italienische Biathlon-Weltcupteam qualifizieren konnte, sie jedoch an den Weltmeisterschaften im Februar 2007 in Antholz in ihrer Heimat Südtirol teilnehmen wollte.
Santer beendete beim Weltcupfinale in Oslo im Sprintrennen am 13. März 2008 ihre Karriere.

## Leben
Nathalie Santer lebt in Toblach und führt dort ein Hotel. Von 2010 bis 2020 war sie Wettkampfleiterin des dortigen Skilanglauf-Weltcups, der im Rahmen der Tour de Ski stattfand.
Im September 2022 wurde Santer für vier Jahre in den Vorstand der Internationalen Biathlon-Union (IBU) gewählt.

### Privates
Nathalie Santer heiratete am 27. Mai 2006 ihren langjährigen Lebensgefährten, den norwegischen Biathleten Ole Einar Bjørndalen. Seitdem hieß sie Nathalie Santer-Bjørndalen. Die Ehe wurde im Oktober 2012 im beiderseitigen Einvernehmen aufgehoben und Santer legte den Doppelnamen wieder ab.
Auch Santers Schwestern Saskia (Biathlon) und Stephanie (Skilanglauf) waren sportlich erfolgreich. Nur die Verletzung von Stephanie verhinderte, dass 2006 erstmals drei Schwestern an denselben Olympischen Spielen teilnahmen.

## Statistik

### Weltcupsiege
| Nr. | Datum         | Ort         | Disziplin       |
| --- | ------------- | ----------- | --------------- |
| 1.  | 9. Dez. 1993  | Bad Gastein | Einzel (15 km)  |
| 2.  | 11. Dez. 1993 | Bad Gastein | Sprint (7,5 km) |
| 3.  | 15. Jan. 2000 | Ruhpolding  | Sprint (7,5 km) |

### Biathlon-Weltcup-Platzierungen
Die Tabelle zeigt alle Platzierungen (je nach Austragungsjahr einschließlich Olympische Spiele und Weltmeisterschaften).
- 1.–3. Platz: Anzahl der Podiumsplatzierungen
- Top 10: Anzahl der Platzierungen unter den ersten zehn (einschließlich Podium)
- Punkteränge: Anzahl der Platzierungen innerhalb der Punkteränge (einschließlich Podium und Top 10)
- Starts: Anzahl gelaufener Rennen in der jeweiligen Disziplin

| Platzierung | Einzel | Sprint | Verfolgung | Massenstart | Team | Staffel | Gesamt |
| ----------- | ------ | ------ | ---------- | ----------- | ---- | ------- | ------ |
| 1. Platz    | 1      | 2      |            |             |      |         | 3      |
| 2. Platz    | 2      | 1      |            |             |      |         | 3      |
| 3. Platz    | 4      | 5      |            |             |      |         | 9      |
| Top 10      | 22     | 30     | 4          | 1           | 1    | 15      | 73     |
| Punkteränge | 37     | 57     | 22         | 13          | 1    | 24      | 154    |
| Starts      | 69     | 134    | 63         | 14          | 1    | 25      | 306    |